# Coruripe
Coruripe este un oraș în statul Alagoas (AL) din Brazilia.